# Ramiro Díaz Sánchez
Ramiro Díaz Sánchez (ur. 14 września 1934 w Villaverde de Arcayos) – hiszpański duchowny rzymskokatolicki posługujący w Wenezueli, w latach 1997-2011 wikariusz apostolski Machiques.

## Życiorys
Święcenia kapłańskie przyjął 14 marca 1959. 24 stycznia 1997 został mianowany wikariuszem apostolskim Machiques ze stolicą tytularną Lari Castellum. Sakrę biskupią otrzymał 26 kwietnia 1997. 9 kwietnia 2011 przeszedł na emeryturę.